# جوئل اندالا
جوئل اندالا (انگلیسی: Joel Ndala؛ زادهٔ ۳۱ مهٔ ۲۰۰۶) بازیکن فوتبال اهل بریتانیا است که به صورت قرضی از باشگاه فوتبال منچستر سیتی برای باشگاه فوتبال ناتینگهام فارست بازی می‌کند.
وی همچنین در تیم‌های ملی فوتبال زیر ۱۶ سال انگلستان، زیر ۱۷ سال انگلستان، زیر ۱۸ سال انگلستان و زیر ۱۹ سال انگلستان بازی کرده است.

## دوران باشگاهی

### منچستر سیتی
جوئل اندالا در رده‌های جوانان در باشگاه فوتبال پورت ویل بازی کرد تا اینکه در سال ۲۰۱۷، در سن ده سالگی، به منچستر سیتی پیوست. مبلغ انتقال که بعدها گزارش شد، ۳۰۰٬۰۰۰ پوند بود. جوئل در ژوئیه ۲۰۲۲ قرارداد حرفه‌ای با منچستر سیتی امضا کرد. او توسط روزنامه انگلیسی گاردین به عنوان یکی از بهترین بازیکنان سال اول در لیگ برتر فوتبال انگلستان در سپتامبر ۲۰۲۲ معرفی شد. او در جام اتحادیه جوانان سال ۲۰۲۲–۲۰۲۳ تأثیرگذار بود. او در فصل ۲۰۲۲–۲۳ برای تیم در لیگ زیر ۱۸ سال قهرمانی تحت هدایت بن ویلکینسون، ۲۵ بار در گلزنی مشارکت داشت و به بازی تحت سرپرستی برایان بری-مورفی در یوفا لیگ جوانان دعوت شد. او در ترکیب تیم اصلی که به عربستان سعودی برای بازی در جام باشگاه‌های جهان ۲۰۲۳ سفر کرد، قرار گرفت. او به تیم زیر ۱۸ سال کمک کرد تا در پایان فصل جام حذفی جوانان را ببرد و همچنین برای زیر ۲۱ سال در ای‌اف‌ال ترافی در برابر حریفان بزرگتر گلزنی کرد.
در ۳ سپتامبر ۲۰۲۴، جوئل اندالا به باشگاه شاغل در لیگ برتر فوتبال هلند، باشگاه فوتبال پی‌اس‌وی آیندهوون به صورت قرضی به مدت یک فصل با بند خرید به مبلغ اولیه ۵٫۴ میلیون پوند (با بند فروش ۲۰٪) پیوست که می‌تواند از طریق افزودنی‌ها به ۸٫۴ میلیون پوند برسد. او به تیم ذخیره باشگاه فوتبال یونگ پی‌اس‌وی فرستاده شد و در ۱۲ بازی لیگ دسته اول فوتبال هلند یک گل به ثمر رساند. در ۳ فوریه ۲۰۲۵، جوئل اندالا به باشگاه لیگ برتری ناتینگهام فارست به صورت قرضی به مدت یک فصل با گزینه خرید به مبلغ ۴ میلیون پوند پیوست. او به تیم آکادمی فرستاده شد و در مسابقات لیگ ۲ شرکت کرد.

## دوران ملی
جوئل اندالا برای نمایندگی از انگلستان در جام جهانی فوتبال زیر ۱۷ سال ۲۰۲۳ انتخاب شد و گل پیروزی را در پیروزی ۲–۱ بر ایران در نوامبر ۲۰۲۳ به ثمر رساند. در بازی گروهی بعدی، او در شکست برابر برزیل یک گل تسلی بخش به ثمر رساند. سومین و آخرین گل او در این تورنمنت در برابر ازبکستان در مرحله یک شانزدهم نهایی به ثمر رسید.
در ۹ اکتبر ۲۰۲۴، جوئل اندالا در یک بازی ۲–۱ شکست در برابر پرتغال در ماربلا اولین بازی خود را برای تیم زیر ۱۹ سال انگلستان انجام داد.